# إلزه لاسكر شولر
إلزه لاسكر شولر (بالألمانية: Else Lasker-Schüler). هي شاعرة تعبيرية يهودية ألمانية. ولدت عام 1869 في البرفيلد بألمانيا، وتوفيت عام 1945 في القدس. كانت إلزه لاسكر شولر ابنةً لأحد رجال البنوك اليهود. كانت على صداقةً بالعديد من الفنانين التشكيليين والأدباء من عصر التعبيرية، وشاركت في إصدار صحيفة (العاصفة). وفي عام 1933 هاجرت إلى سويسرا وفي عام 1937 هاجرت إلى القدس حيث ماتت هناك.

## أعمالها
- اليوم السابع «Der siebente Tag» (قصائد 1905).
- المجموعة الكاملة لقصائدها (1917).
- البيانو الأزرق الخاص بي «Mein biaues Klavier» (قصائد 1943).

## روابط خارجية
- إلزه لاسكر شولر على موقع IMDb (الإنجليزية)
- إلزه لاسكر شولر على موقع الموسوعة البريطانية (الإنجليزية)
- إلزه لاسكر شولر على موقع مونزينجر (الألمانية)
- إلزه لاسكر شولر على موقع ميوزك برينز (الإنجليزية)
- إلزه لاسكر شولر على موقع ديسكوغز (الإنجليزية)